# Phare de Isla del Aire
Le Phare de Isla del Aire est un phare situé sur l'îlot Île de l'Air, face à Punta Prima sur la commune de Sant Lluís, à l'extrémité sud de l'île de Minorque, dans l'archipel des Îles Baléares (Espagne). L’îslas de Aire fait partie des cinq îles Baléares, c’est une île inhabitée.
Le phare est géré par l'autorité portuaire des îles Baléares (Autoridad Portuaria de Baleares) au port d'Alcúdia.

## Histoire
Ce phare a été mis en service en 1860, équipé d'une optique de 2e ordre de la maison Sautter-Harlé. En 1911, la lumière a été alimentée à l'huile. Jusqu'à la construction du phare de Punta Moscater à Ibiza en 1977, il a été le phare le plus élevé des îles Baléares, 35 mètres au-dessus du niveau du sol avec un escalier en colimaçon de 165 marches. En novembre 1957 puis en 1965, il a été équipé d'une nouvelle lampe. En 1974, l'alimentation à l'huile a été remplacée par une alimentation au gaz avec une installation automatique provenant du phare del Cabo de la Nao, ce qui a permis, à partir de 1976 de retirer du service d'entretien les gardiens du phare.
En 1995, il a bénéficié d'un système d'éclairage intégré à l'énergie solaire photovoltaïque
Identifiant : ARLHS : BAL-002 ; ES-36370 - Amirauté : E0366 - NGA : 5180 .
|               |
| Isla del Aire |